# H2-antagonist
H2-antagonister, Histamin-2-receptorantagonister (H2RA, H2-blockerare; ATC-kod A02BA) är en grupp läkemedel som minskar produktionen av magsyra. H2-antagonister används främst för att behandla dyspepsi, halsbränna och sura uppstötningar, men kan också användas vid behandling av refluxsjukdom/GERD och magsår.

## Farmakologiska egenskaper
H2-antagonister blockerar histaminets verkan på parietalcellernas H2-receptorer så att basal och stimulerad magsaftsekretion hämmas. Effekten inträder efter cirka 30 minuter och varar upp till 12 timmar.

## Produkter
- Cimetidin - Tagamet (Glaxo Smith Kline)
- Ranitidin - Artonil (Sandoz), Inside/Inside Brus (Antula Healthcare), Rani-Q (Mylan), Zantac (Glaxo Smith Kline)
- Famotidin - Pepcid (McNeil)
- Nizatidin - marknadsförs ej i Sverige
- Niperotidin - marknadsförs ej i Sverige
- Roxatidin - marknadsförs ej i Sverige
- Lafutidin - marknadsförs ej i Sverige

### Kombinationsprodukter
- Famotidinkombinationer - Pepcid Duo (McNeil) kombinerar snabbverkande syraneutraliserande kalciumkarbonat och en långtidsverkande H2-antagonist